# SMSS J114447.77–430859.3
SMSS J114447.77–430859.3, abrégée en SMSS J1144–4308 et également nommée J1144-4308 ou J1144, est un quasar très lumineux, détenteur du record du quasar à la croissance la plus rapide de l'univers observable, située dans la constellation du Centaure. Basée sur la valeur de décalage vers le rouge, le quasar se situerait à 7 milliards d'années-lumière de la Terre. Il fut découvert en 2022 par une équipe d'astronomes travaillant avec le télescope SkyMapper.

## Croissance
SMSS J1144–4308 est un quasar très lumineux (techniquement appelé hyperlumineux), dégageant plus de 7 000 fois la luminosité émise par l'ensemble des étoiles présentes dans la Voie Lactée, soit 70 mille milliards de fois la luminosité solaire (7 x 1013 L☉). Sa luminosité provient du disque d'accrétion très lumineux du trou noir supermassif J1144 qu'il abrite. Le quasar présente une magnitude absolue de -29,74. Une telle luminosité associée à un trou noir signifie que ce dernier connaît une croissance effrénée. Plus d'une masse terrestre (M⊕)  serait absorbée chaque seconde par le trou noir tapi au centre du quasar. L'équipe responsable de sa découverte est confiante sur le fait que ce record ne sera jamais égalé par un autre quasar, les estimations montrent qu'il a d’ailleurs été le quasar le plus lumineux de l'univers observable pendant les 9 derniers milliards d'années,. Cette même équipe cherche encore à l'heure actuelle (20/06/2022) la cause d'un tel afflux de matière autour du trou noir, celle-ci pouvant être la collision de deux galaxies ou bien le fait que sa galaxie-hôte serait très riche en gaz dans son centre galactique. Une spectroscopie optique et proche infrarouge a révélé que SMSS J1144-4308  émet de fortes raies d'émissions MgII, H-beta, H-alpha et Pa-beta, ce qui montre la présence de gaz très ionisé ainsi que la présence d'un trou noir de 3 milliards de M☉. Sa luminosité bolométrique est estimée à 4,7 ± 1,0 x 1047 erg soit 8 fois supérieure à celle du quasar 3C 273.